# Joanna Dębicka
Joanna Dębicka – polska ekonomistka, dr hab. nauk ekonomicznych, adiunkt Instytutu Zastosowań Matematyki Wydziału Zarządzania, Informatyki i Finansów Uniwersytetu Ekonomicznego we Wrocławiu.

## Życiorys
6 lipca 2000 obroniła pracę doktorską pt. Inwestycyjny aspekt ubezpieczenia na wypadek śmierci i dożycie, otrzymując doktorat, a 21 listopada 2013 uzyskała stopień doktora habilitowanego w zakresie nauk ekonomicznych na podstawie rozprawy zatytułowanej Modelowanie strumieni finansowych w ubezpieczeniach wielostanowych.
Pełni funkcję adiunkta w Instytucie Zastosowań Matematyki na Wydziale Zarządzania, Informatyki i Finansów Uniwersytetu Ekonomicznego we Wrocławiu.

## Wybrane publikacje
- 2000: Indywidualizacja i uwiarygodnianie ryzyka ubezpieczeniowego[1]
- 2000: Strumienie finansowe w ubezpieczeniu na życie i dożycie[1]
- 2004: Ubezpieczenia zdrowotne[1]
- 2004: Ubezpieczenie od ryzyka utraty pracy[1]
- 2010: Macierzowa reprezentacja rezerw w ubezpieczeniach wielostanowych[1]
- 2013: An approach to the study of multistate insurance contracts[1]